# Réserve naturelle de Queanbeyan

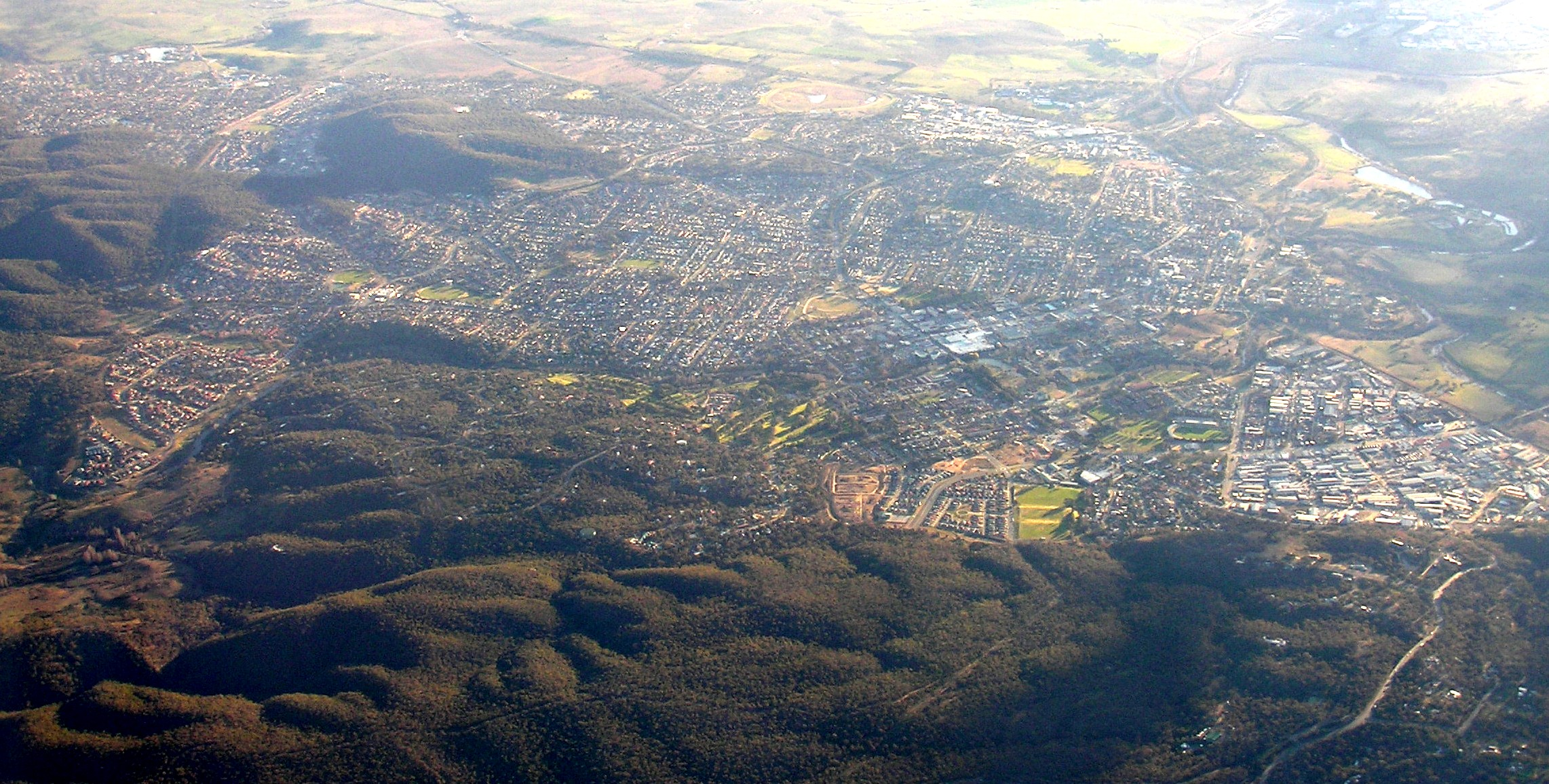
Queanbeyan vue du ciel

La réserve naturelle de Queanbeyan est une réserve naturelle  protégée  située en  Nouvelle-Galles du Sud dans les Southern Tablelands (plateaux du sud), dans l'est de l'Australie. Cette réserve de 67 hectares est située à environ 4  km à l'ouest-sud-ouest de la ville de Queanbeyan.
Le terrain vallonné et bas de la réserve abrite des vestiges de deux communautés écologiques menacées : les prairies tempérées naturelles et les prairies boisées de type White Box (Eucalyptus albens)-Red Gum (Eucalyptus camaldulensis). Une population d'une espèce d’Asteraceae menacée, Rutidosis leptorrhynchoides, est présente dans la réserve, et une espèce menacée de Lépidoptères, Synemon plana, y a également été signalée
La réserve est gérée par le National Parks and Wildlife Service (NPWS, Service national des parcs et de la vie sauvage) de la Nouvelle-Galles du Sud.